# Per Frimann
Per Frimann Hansen (Gladsaxe, 4 de junho de 1962) é um ex-futebolista profissional dinamarquês, que atuava como meia.

## Carreira
Per Frimann fez parte do elenco da Seleção Dinamarquesa de Futebol da Copa do Mundo de 1986 